# Kupiołka
Kupiołka (biał. Купёлка; ros. Купёлка, Kupiołka) – wieś na Białorusi, w obwodzie witebskim, w rejonie orszańskim, w sielsowiecie Wysokaje, przy drodze republikańskiej R109.